# هورست درایر
هورست درایر (انگلیسی: Horst Dreier؛ زادهٔ ۷ سپتامبر ۱۹۵۴) حقوقدان و فیلسوف اهل آلمان است؛ و صاحب کرسی در دانشگاه W ofrzburg دارد.

## حرفه
در سال ۲۰۰۸ او کاندیدای اولیه برای جایگزینی وینفرد حسامر در دادگاه قانون اساسی فدرال آلمان بود، و در نهایت به نفع آندریاس ووکوهله کناره‌گیری کرد.

## زندگی
درایر که بومی هانوفر، نیدرزاکسونی بود، در دانشگاه هانوفر حضور یافت و در سال ۱۹۸۱ استیتاکسامن را دریافت کرد. وی در سال ۱۹۸۵ با نظارت هاسو هوفمان، دکترای حقوق خود را از دانشگاه ویبرزبورگ به دست آورد. هورست درایر برای کارهای خود چندین جایزه دریافت کرد. در سال ۲۰۰۰، «جایزه برای تعالی در تدریس» از وزیر علوم، تحقیقات و هنرهای ایالت باواریا و در سال ۲۰۰۲ به او جایزه علوم و هنر اتریش اهدا شد.
در سال ۲۰۰۳ درایر به عنوان عضو کلاس فلسفه و تاریخ آکادمی علوم باواریا انتخاب شد و در سال ۲۰۰۷ به آکادمی علوم آلمان لئوپولدینا القا شد.